# Sed Rahal
Sed Rahal (em árabe: سد رحال) é uma cidade e comuna localizada na província de Djelfa, Argélia. De acordo com o censo de 2008, a população total da cidade era de 13 693 habitantes.